# Франко, Педро
Пе́дро Ками́ло Фра́нко Ульо́а (исп. Pedro Camilo Franco Ulloa; род. 23 апреля 1991, Богота, Колумбия) — колумбийский футболист, защитник турецкого клуба «Америка» (Кали) и сборной Колумбии.

## Клубная карьера
Франко воспитанник академии клуба «Мильонариос». 19 февраля 2009 года в матче против «Депортес Толима» он дебютировал за команду в колумбийской Серии А. 25 октября в поединке против «Индепендьенте Медельин» Педро забил свой первый гол за «Мильонариос». Начиная с третьего сезона он стал полноценным футболистом основы и в 2011 году помог команде завоевать Кубок Колумбии, а через год выиграть чемпионат. За четыре сезона Франко провёл за клуб более 100 матчей.
В 2013 году Педро перешёл в турецкий «Бешикташ», заключив контракт на пять лет. Сумма трансфера составила 2,4 млн. Из-за высокой конкуренции Франко не находилось места в основе. 25 января 2014 года в поединке против «Трабзонспора» он дебютировал в турецкой Суперлиге. 11 февраля в матче против «Касымпаши» Франко забил свой первый гол за клуб.
В начале 2016 года Педро на правах аренды перешёл в аргентинский «Сан-Лоренсо». 6 февраля в матче против «Патронато» он дебютировал в аргентинской Примере. Летом того же года Франко на правах аренды вернулся в «Мильонариос». Летом 2017 года Педро был отдан в аренду в «Болуспор». 16 сентября в матче против «Адана Демирспор» он дебютировал в Первой лиге Турции.

## Международная карьера
В составе молодёжной сборной Колумбии Франко выиграл Турнир в Тулоне в 2011 году, а также принимал участие в молодёжном чемпионате Южной Америки в Перу. На турнире он сыграл в матчах против команд Чили, Аргентины, Парагвая, Уругвая, Боливии и дважды против Эквадора и Бразилии.
Летом того же года Франко принял участие в домашнем молодёжном чемпионате мира. На турнире он сыграл в матчах против команд Франции, Мали, Северной Кореи, Коста-Рики и Мексики.
10 октября 2014 года Франко сыграл свой первый матч в составе национальной сборной Колумбии. Его дебют состоялся в товарищеском матче со сборной Сальвадора. Франко начал игру в стартовом составе и провёл на поле 61 минуту, после чего был заменён. Колумбийская сборная одержала победу со счётом 3:0.
В 2015 году в составе сборной Педро принял участие в Кубке Америки в Чили. На турнире он был запасным и на поле так не вышел.

## Достижения
Командные
 «Мильонариос»
- Чемпионат Колумбии по футболу — Финалисасьон 2012
- Обладатель Кубка Колумбии — 2011